# Dieshan Qu
Dieshan Qu är ett härad i Kina. Det ligger i den autonoma regionen Guangxi, i den södra delen av landet, omkring 310 kilometer öster om regionhuvudstaden Nanning. Antalet invånare är 206880. Befolkningen består av 102 944 kvinnor och 103 936 män. Barn under 15 år utgör 15,0 %, vuxna 15-64 år 74 %, och äldre över 65 år 9,0 %.
Dieshan Qu delas in i:
- 角嘴街道
- 东兴街道 (梧州市)
- 富民街道
- 龙湖镇 (梧州市)
- 夏郢镇

Genomsnittlig årsnederbörd är 2 157 millimeter. Den regnigaste månaden är maj, med i genomsnitt 341 mm nederbörd, och den torraste är februari, med 39 mm nederbörd.